# تاکسین شیناواترا
تاکسین شیناواترا (به تایلندی:ทักษิณ ชินวัตร) (زاده ۲۶ ژوئیه ۱۹۴۹) بازرگان و سیاست‌مدار تایلندی است. او بین سال‌های ۲۰۰۱ تا ۲۰۰۶ نخست وزیر تایلند بود. او در سال ۲۰۰۶ با کودتای نظامی، از قدرت برکنار شد و پس از آن او به همراه همسرش به اتهام فساد مالی به‌طور غیابی محاکمه شد. او تاکنون تنها نخست‌وزیری در تایلند بوده که توانست یک دوره ۴ ساله کامل را در قدرت بماند. تاکسین شیناواترا پدر پائونگ‌ترن شیناواترا نخست‌وزیر فعلی تایلند است.

## زندگی‌نامه
تاکسین شیناواترا در استان چیانگ مای به دنیا آمد. او که اصلیت چینی-تایوانی دارد، در ابتدا یک افسر پلیس بود. پس از آن او با موفقیت در سرمایه‌گذاری در شرکت مخابراتی‌اش به ثروت میلیاردی رسید.
او پس از تصاحب چند پست وزارت از جمله وزارت مخابرات، حزب خود را با عنوان «تایلندی دوستدار تایلندی» بنیان گذاشت و درانتخابات سال ۲۰۰۱ با درصد آراء بالا به پیروزی رسید.
شیناواترا در سپتامبر ۲۰۰۶ با کودتای ارتش تایلند از قدرت برکنار شد. چند ماه پس از کودتا او و همسرش به اتهام فساد مالی به طور غیابی محاکمه شدند. پس از آن او به تبعیدی خودخواسته به بریتانیا رفت اما پس از پیروزی متحدانش از حزب قدرت خلق در ماه دسامبر سال ۲۰۰۷ به تایلند بازگشت. شیناواترا در اوت ۲۰۰۸ پیش از برگزاری جلسه دادگاه مربوط به جرایم مالی همسرش دوباره به بریتانیا رفت. او در زمان اقامت در بریتانیا، باشگاه فوتبال منچستر سیتی را به مبلغ ۸۱٫۶ میلیون پوند خریداری کرد. او این باشگاه را در سپتامبر ۲۰۰۸ به یک سرمایه‌گذار اهل ابوظبی فروخت.